# Le Pilori (journal satirique)
Pour les articles homonymes, voir Le Pilori.
Le Pilori est un journal satirique français fondé en 1886.

## Histoire
Le 27 avril 1886, le dépôt légal du Pilori est effectué par le journaliste bonapartiste Armand Mariotte, auparavant secrétaire de rédaction au Petit Caporal, qui devient le gérant, le directeur et le rédacteur en chef de ce nouveau titre. Les bureaux du journal sont situés au no 9 de la place de la Bourse.
Hebdomadaire satirique illustré, Le Pilori présente dès sa première page une grande caricature, d'abord en noir puis coloriée en chromotypographie et au patron. Ses principaux dessinateurs sont J. Blass (qui signe également « J.B. » ou « Gibet ») jusqu'en 1892 puis Vignola et Fertom au cours des dernières années du siècle. À cette époque, Le Gaulois le considère comme « le journal satirique par excellence ».
Bonapartiste et très hostile à la République, Le Pilori a très vite été confronté à plusieurs procès. Deux mois à peine après sa création, l'un de ses articles, intitulé « Vive le coup d’État », vaut à son rédacteur en chef d'être poursuivi pour « provocation au pillage et à commettre un attentat ayant pour but de changer la forme du gouvernement ». Mariotte est cependant acquitté en août 1886. L'année suivante, une condamnation pour diffamation consécutive à une plainte du préfet de la Vienne, Georges Cleiftie, entraîne une peine de 48 heures de contrainte par corps à l'encontre du secrétaire du journal, Achille Blum.
Clérical, antisémite, antimaçonnique et nationaliste, Le Pilori est boulangiste en 1889 et nettement antidreyfusard en 1898.
La parution hebdomadaire du Pilori prend fin en 1900. Une parution annuelle aura encore lieu jusqu'en 1905 ou 1908.

## Collaborateurs

### Dessinateurs
- J. Blass[2]
- Clérac[14]
- Fertom (Charles Froment)[15]
- Kab, Morland (Valère Morland)[16]
- Paul Kerkadec[2]
- Alfred Le Petit[17]
- Jean Louis[18]
- Mob[19]
- Uzès[20]
- Amédée Vignola[21]

### Rédacteurs
- André de Boisandré
- Édouard Dubus[22]
- Adrien Papillaud[23]